# Lago Ypacaraí
El lago Ypacaraí es un lago paraguayo ubicado entre los departamentos Central y Cordillera, en la región oriental del país. Es mundialmente conocido gracias a la guarania "Recuerdos de Ypacaraí", de Zulema de Mirkin y Demetrio Ortiz. Este lago está ubicado a aproximadamente 37 km de la capital del país, Asunción. 
Rodean al lago Ypacaraí las ciudades, Luque, Areguá, Itauguá, Ypacaraí, y San Bernardino. El lago sirve de marco para actividades de esparcimiento, turismo y arte. Durante la estación veraniega, el lago suele llenarse de visitantes que disfrutan de sus playas y del hermoso paisaje. En el año 2013 el lago contaba con una gran cantidad de cianobacterias Cylindrospermopsis raciborskii, pero según el último informe del Ministerio de Salud Pública de Paraguay en un comunicado público el 28 de octubre de 2014 con N.º 2035, comunica que la cantidad de bacterias en el lago está por debajo de las cantidades mínimas que puedan consideranse perjudiciales para la salud.

## Geografía
El lago Ypacaraí abarca aproximadamente 90 km² de superficie y sus dimensiones son 24 km de norte a sur y 5 a 6 km de este a oeste. Su profundidad media es de 3 m.
El paisaje que conforma el lago es muy bello, pues está rodeado por cerros con espesa vegetación y por tres pueblos que se extienden en las elevaciones circundantes.
El lago desagua en el río Salado, que a su vez llega al río Paraguay. Asimismo, desaguan en este lago varios arroyos, como el Yaguá Resau, Yuquyry, Puente Estrella y Pirayú.

## Clima
El clima en la zona es generalmente cálido, con abundantes días soleados. Las temperaturas pueden variar entre 26 a 41 °C durante el verano, y de 3 a 25 °C en invierno.

## Toponimia
Anteriormente, este lago se llamaba "Lago Tapycuá". 
Existen varias versiones en cuanto al significado de su actual nombre. Algunos dicen que significa “lago bendecido”, ya que la tradición cuenta que el Beato Luis Bolaños lo bendijo hacia el año 1600 Ypa: lago, Karai: bendecido (en guaraní). Otros afirman que el nombre responde a una conjunción de palabras en guaraní “Y pa karai”. 

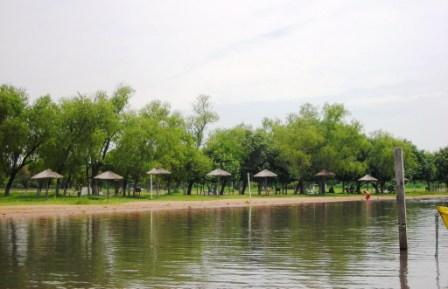
Vista de la playa de Areguá en 2007

## Turismo y Cultura

### En Areguá
En Areguá existen múltiples puntos de exposición y venta de cerámicas aregüeñas y artesanía popular del resto del país, así como galerías de arte para exhibición de obras de arte. 
También el Centro Artesanal la Cuenca ofrece una feria en la que pueden apreciarse los trabajos de artistas y artesanos de la zona. En el Centro Cultural La Estación A, se proporciona atención e información a turistas y visitantes. El Centro Guggiari Arte expone las obras del escultor paraguayo Hermann Guggiari y de otros escultores nacionales. El Cántaro Almacén de Arte es una empresa social que con la venta de arte popular, indígena y urbano ayudan a mantener a El Cántaro BioEscuela Popular, una escuela que ofrece talleres gratuitos a la comunidad, cuyas paredes fueron erguidas por sus propios alumnos. La BioEscuela cuenta con una Mediateca Comunitaria con más de 3000 volúmenes y computadoras con internet de acceso libre a la ciudadanía.
La ciudad también ofrece opciones de turismo de pesca de estanque en clubes donde se pueden pasar ratos divertidos con la familia. 
Una playa municipal permite el acceso al Lago Ypacaraí con servicios de bar, baño, vestuario y quinchos. En verano, el ingreso tiene un pequeño arancel municipal. A principios de 2013, la playa municipal fue cerrada al público por la alta contaminación de las aguas del lago.
A 1 km de la ciudad, se encuentran los cerros Kôi y Chororî.

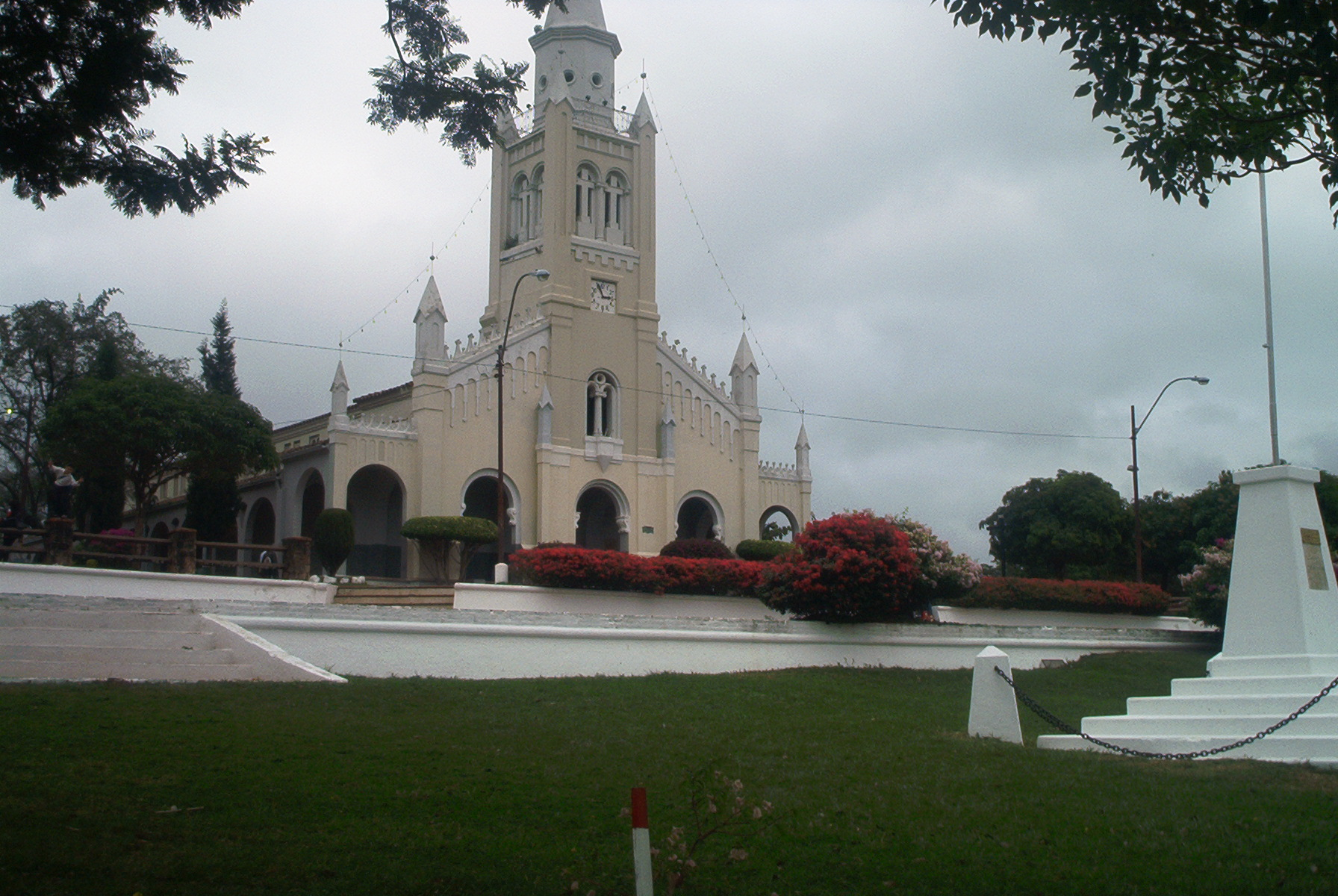
Iglesia de la Candelaria, Areguá.

Tren Turístico: El antiguo Ferrocarril de Asunción, movido a leña, llevaba a los visitantes desde la capital del país hasta Areguá, todos los domingos. El pasaje incluye bocadillos y actores que divierten a los pasajeros e interactúan con ellos. Las vías del ferrocarril fueron desmanteladas en 2012 para la construcción de la Avenida Ñu Guasu, por lo que el tren turístico ha dejado de operar definitivamente.
La estación del tren se encuentra en la zona del Botánico en Asunción (al costado del Jardín Zoológico). El tren parte a las 10:00 a. m. y retorna a las 16:30 p. m..

### Ypacaraí
La Casa de la Cultura de Ypacaraí es un museo sobre la historia de la ciudad, donde también se realizan exposiciones, obras de teatro y conciertos. 
Cada año, esta ciudad alberga a uno de los festivales folclóricos más importantes del país; el Festival del Lago. Este evento se realiza desde el año 1971 con la presencia de artistas nacionales y extranjeros.
En este distrito se extiende el Parque Nacional de Ypacaraí; 16.000 ha de área protegida, con el propósito de resguardar la riqueza natural de la zona, como esteros, nacientes y sus ecosistemas.
Una playa municipal, (actualmente clausurada), facilita el acceso al lago con infraestructura para deportes, playa y juegos infantiles.

### San Bernardino
San Bernardino es el punto neurálgico del veraneo en Paraguay. Antigua colonia suiza, reúne a miles de personas en las vacaciones. Mantiene una vibrante vida nocturna con pubs, discotecas, bares y clubes sociales en funcionamiento. De día la actividad turística gira en torno a las playas del lago, los clubes sociales privados, los deportes náuticos y la vida de bar.
La Casa Hassler es un espacio cultural de San Bernardino que funciona todo el año, pero alcanza su mayor actividad en el verano. Los artistas tienen la posibilidad de exponer sus obras en este centro, que también es sede de conciertos y encuentros literarios. Además de exposiciones temporales y permanentes, la Casa Hassler cuenta con un Museo Histórico, una biblioteca pública y abre talleres de teatro y danza.
En esta ciudad son famosos los bollos rellenos de dulce de guayaba, crema o dulce de leche. Estos son un legado de la rica pastelería de los colonos suizo-alemanes.

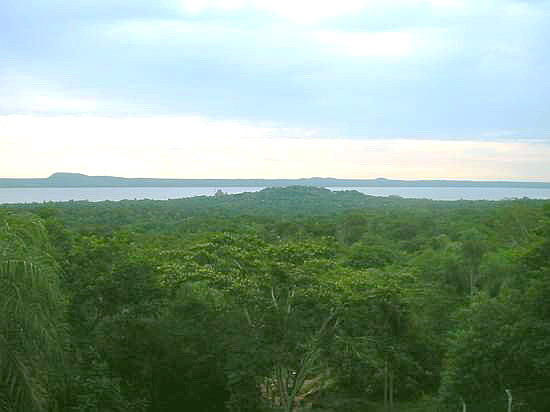
El lago Ypacaraí desde San Bernardino.

## Turismo
Como el lago posee aguas poco profundas, es apto para la navegación de pequeñas embarcaciones.
El lago se encuentra rodeado de ciudades preparadas para visitantes con playas abiertas al público, muy concurridas en verano, especialmente en la ciudad de San Bernardino que se encuentra a 48 km de Asunción. Areguá, por otra parte, se ubica a 31 km de la capital. Entre tanto, Ypacaraí dista a 34 km de Asunción.

## Gastronomía
La zona que rodea al lago ofrece gran variedad de opciones a la hora de deleitar el paladar. Abundan las comidas rápidas y tradicionales, como ensaladas de frutas, bollos, chipas y empanadas. También existen gran variedad de restaurantes, para todos los gustos.

## Cómo llegar
Uno puede llegar a las costas de este lago, visitando algunas de las ciudades que las rodean. De la Terminal de Ómnibus de la ciudad de Asunción salen transportes públicos con destino a San Bernardino, Altos e Ypacarai (bajar en la ciudad San Bernardino antes de llegar a Altos) 
El ómnibus con destino a Areguá completa su recorrido dentro de la ciudad de Asunción, por lo que uno puede tomar este colectivo en la Avda. San Martín o Aviadores del Chaco.
En automóvil una de las opciones es salir de Asunción por la Avenida Eusebio Ayala, atravesando la Avenida Defensores del Chaco (ex calle última), llegando así a la ciudad de Fernando de la Mora donde se origina la Ruta Ruta PY02. Siguiendo esta vía se llega primero al desvío hacia Areguá, luego se pasa por Ypacaraí y más adelante, se alcanza el desvío a San Bernardino, ciudad de la que se puede pasar a Altos. Todas las localidades mencionadas acceden al lago. A Areguá se llega también por la ruta que la conecta a Luque. A su vez, esta localidad tiene una ruta de conexión con Ypacaraí.